# CV-300
La CV-300 es una carretera autonómica de la Comunidad Valenciana que conecta la Autovía del Mediterráneo A-7, en su tramo conocido como by-pass de Valencia la altura del término municipal de El Puig, con la mayoría de poblaciones de la comarca de la Huerta Norte hasta llegar al límite entre Albalat dels Sorells y Foyos, muy próxima al municipio de Meliana.

## Nomenclatura

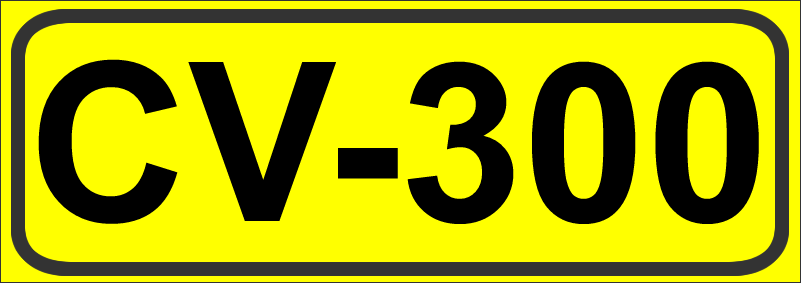
Indicador

La CV-300 es una carretera autonómica que pertenece a la red de carreteras de la Comunidad Valenciana, por lo que su nomenclatura incluye las letras CV y la numeración 300 que le fue asignada.

## Historia
La CV-300 resultó como variante de la antigua Carretera de Barcelona N-340 por fuera del núcleo urbano de las poblaciones de la comarca de Huerta Norte que atravesaba. Surgió de la necesidad de liberar el tráfico pesado del interior de las poblaciones, y pasó de ser carretera nacional a carretera autonómica. Esta carretera unía la ciudad de Valencia con Puzol, Sagunto, Castellón, Tarragona y Barcelona. Además de funcionar como variante de la antigua N-340, fue prolongada hasta el by-pass de Valencia (A-7) a la altura de El Puig para disponer de un acceso directo y rápido a la Autovía del Mediterráneo.

## Trazado Actual
La CV-300 inicia su recorrido en el enlace 484 de la A-7 en término municipal de El Puig y dirigiéndose hacia su núcleo urbano, en este tramo es una carretera convencional. A continuación enlaza en rotonda con la carretera CV-306 que se dirige hacia Puzol y El Puig y con el acceso a Rafelbunyol. A partir de este tramo la CV-300 está desdoblada y bordea las poblaciones de Rafelbuñol, Puebla de Farnals y Masamagrell, enlaza con la CV-32 finalizando su tramo como autovía aunque se están ejecutando las obras de desdoblamiento de la CV-300 en el tramo de circunvalación de Museros. Prosigue en dirección sur y atraviesa la población de Museros. A continuación atraviesa Albalat dels Sorells y Meliana. Finaliza su recorrido en el enlace con la carretera CV-304 que se dirige a Vinalesa y Moncada.
- Datos: Q8254167
- Multimedia: CV-300 / Q8254167